# Вулиця Вожирар
48°50′34″ пн. ш. 2°18′42″ сх. д. / 48.842777777778° пн. ш. 2.3116666666667° сх. д.
Вулиця Вожирар (Rue de Vaugirard) — вулиця в Парижі, розташована в 6-му та 15-му округах, найдовша вулиця Парижа Intra muros: 4360 метрів з 407 номерами будинків.

## Географічне положення
Вулиця Вожирар починається на бульварі Сен-Мішель на рівні площі Сорбони і закінчується біля Версальських воріт, де зустрічаються бульвар Віктор та бульвар Лефевр. За бульварами Маршалів вона продовжується як проспект Ернеста-Ренана. Це переважно одностороння вулиця в напрямку південь-північ, лише між Рю де Ренн та площею Поль-Клодель за Одеоном — Театром Європи рух двосторонній.

## Походження назви
Назва вулиці пов'язана зі старим селом Вожирар, територія якого зараз приєднана до міста. Це деформація назви Валь Жерар, що походить від імені Жерара де Море, який був абатом Сен-Жермен-де-Пре з 1255—1278; у XIII столітті він сприяв розвитку хутора, який послідовно змінював назвуValgérard, Vaulgérard і, нарешті, Vaugirard.

## Історія
Вулиця Вожирар спочатку була римською дорогою, що сполучала Лютецію з Атрікумом (Шартр). У середньовіччі ця вулиця починалася біля міського муру Філіпа Августа (нині вулиця Месьє-ле-Пренс) і вела до села Вожирар. До XVI століття це була сільська дорога, яку включили до складу міста з 1550 року. У XVIII столітті у зв'язку з Контрреформацією вздовж вулиці були побудовані монастирі: Filles du Calvaire, Precieux Sang, Carmes déchaussés. На початку XVII століття замість особняка XVI століття, який належав Франсуа Люксембургу, герцогу де Піне, був споруджений Люксембурзький палац. У 1780-х роках був споруджений мур генеральних відкупників (нині бульвар Пастера), а на початку вулиці побудований Бар'єр-де-Вожирар. Наприкінці XVIII століття був збудований Театр Одеон, де раніше розташовувався сад особняка, який належав принцу Конде. Закон від 2 липня 1844 року передбачав розширення вулиці.
Незадовго до Французької революції вулиця Вожирар підпорядковувалася муніципалітету Сен-Сюльпіс. Парафія простягалася по правій стороні вулиці Вожирар за муром генеральниз відкупників приблизно до вулиці Копре, де й починалася парафія Вожирар. Ліва сторона вулиці належала до парафії Сент-Етьєн-дю-Мон.
Після включення Вожирара в межі міста 16 червня 1859 року, було відкрито Велику вулицю Вожирар. Вулиця Вожирар та Велика вулиця Вожирар були офіційно об'єднані 2 квітня 1868 року у вулицю завдовжки більше чотирьох кілометрів. Село Вожирар розвивалося вздовж цієї дороги, й лише на початку XIX столітті забудова стала міською, особливо завдяки урбанізації вулиці Лекурб перед Бар'єр-де-Севр.
На початку 1900-х років вулицю розширили на схід, приєднавши до бульвару Сен-Мішель, що проходить повз ліцей Святого Людовика перед Сорбонною (але це коротке продовження становить менше 1 % довжини від усієї вулиці).